# Im Nin'alu
Im Nin'alu is een Hebreeuws gedicht van de 17e-eeuwse Rabbi Shalom Shabazi, dat later op muziek is gezet, en onder meer gezongen werd door Ofra Haza.
Het gedicht begint met de woorden:
Im nin'alu daltei n'divim daltei marom lo nin'alu
"Zelfs als de poorten van de rijken gesloten zullen zijn, zullen de poorten tot de Hemel niet afgesloten worden".
De Israëlische zangeres Ofra Haza zette het lied in 1978 samen met het Shechunat Hatikva Workshop Theatre op muziek en nam in 1987 een nieuwe versie ervan op, die in 1988 bekendheid kreeg in Europa, waar het in de top tien van diverse landen kwam. Hoewel haar vertolking van het lied duidelijk haar eigen interpretatie toonde, en de presentatie modern en populair was, paste dit binnen de Jemenitisch-joodse traditie die zij hoog hield. Het lied maakte deel uit van de albums Shaday van 1988 en het album (Fifty gates of wisdom:) Yemenite songs.
Samples uit Haza's vertolking werden in 1987 door het Engelse producersduo Coldcut verwerkt in een remix van het nummer Paid in Full van het Amerikaanse hip-hopduo duo Eric B. & Rakim, wat heeft bijgedragen aan de bekendheid van Im Nin'Alu.
De zangeres Madonna verwerkte de woorden van het gedicht in een van haar liederen, Isaac, op het album Confessions on a dancefloor. Ook in het Engels geeft het nummer weer The gates of heaven are always open, De poorten van de hemel staan altijd open.
In de zomer van 2021 creëerde de Brits-Belgische EDM-band Gravity Noir een volledig nieuw muziekarrangement voor Im Nin'alu. De originele zang van Ofra Haza is hiervoor behouden en Ofra Haza komt ook voor in hun muziekvideo als een speciaal eerbetoon. Gravity Noir featuring Ofra Haza - Im Nin Alu 2021, werd officieel uitgebracht op 14 juli 2021.